# Wilhelm Christoph (Hessen-Homburg)

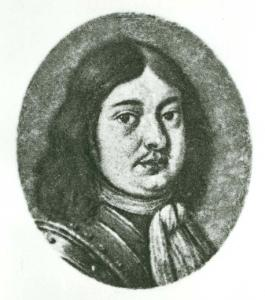
Landgraf Wilhelm Christoph von Hessen-Homburg

Wilhelm Christoph von Hessen-Homburg (* 13. November 1625 in Ober-Rosbach; † 27. August 1681 in Hamburg) war zweiter Landgraf von Hessen-Homburg, wurde aber Landgraf zu Bingenheim genannt.

## Herkunft
| Urgroßeltern               | Philipp I. von Hessen („der Großmütige“) (* 1504; † 1567) ⚭ Christina von Sachsen (* 1505; † 1549)               | Bernhard VIII. zur Lippe (* 1527; † 1563) ⚭ Gräfin Katharina von Waldeck–Eisenberg (* 1524; † 1583)              | Graf Georg I. zu Leiningen-Schaumburg (* 1533; † 1586) ⚭ Gräfin Margareta zu Isenburg-Birstein (* 1542; † 1612)       | Simon Ungnad von Weißenwolff, Freiherr von Sonnegg, auf Waldenstein, Himmelstein und Bernsdorf ⚭ Gräfin Katharina von Plesse |
| Großeltern                 | Georg I. von Hessen-Darmstadt (* 1547; † 1596) ⚭ Magdalena zur Lippe (* 1552; † 1587)                            | Georg I. von Hessen-Darmstadt (* 1547; † 1596) ⚭ Magdalena zur Lippe (* 1552; † 1587)                            | Graf Christoph von Leiningen-Westerburg (* 1575; † 1635) ⚭ Anna Maria Ungnad, Freiin von Weißenwolff (* 1573; † 1606) | Graf Christoph von Leiningen-Westerburg (* 1575; † 1635) ⚭ Anna Maria Ungnad, Freiin von Weißenwolff (* 1573; † 1606)        |
| Eltern                     | Friedrich I. von Hessen-Homburg (* 1585; † 1638) ⚭ Margarete Elisabeth von Leiningen-Westerburg (* 1604; † 1667) | Friedrich I. von Hessen-Homburg (* 1585; † 1638) ⚭ Margarete Elisabeth von Leiningen-Westerburg (* 1604; † 1667) | Friedrich I. von Hessen-Homburg (* 1585; † 1638) ⚭ Margarete Elisabeth von Leiningen-Westerburg (* 1604; † 1667)      | Friedrich I. von Hessen-Homburg (* 1585; † 1638) ⚭ Margarete Elisabeth von Leiningen-Westerburg (* 1604; † 1667)             |
| Landgraf Wilhelm Christoph | | | | |

## Leben
Wilhelm Christoph wurde als viertes Kind des Landgrafen Friedrich I. von Hessen-Homburg in Ober-Rosbach – wohin die Familie vor der Pest geflohen war – geboren. Da der Vater schon 1638 verstarb, wuchsen die Kinder unter der Vormundschaft ihrer Mutter Margarete Elisabeth von Leiningen-Westerburg auf.
Als er am 21. April 1650 in Darmstadt die 16-jährige Sophie Eleonore von Hessen-Darmstadt heiratete, wurde diese von ihrem Vater Georg II. mit dem Amt und Schloss Bingenheim belehnt. Dem Kriege abgeneigt, lebte Wilhelm Christoph bevorzugt in der mehrfach umgebauten und zum Schloss erweiterten ehemaligen Burg Bingenheim in der Wetterau. Da er Bingenheim seiner eigentlichen Residenz Homburg vorzog und Homburg im Jahre 1669 sogar verkaufte, wurde er meist Landgraf zu Bingenheim genannt.
Wilhelm Christoph, ein Freund der Dichtkunst und Wissenschaft, war Mitglied der Fruchtbringenden Gesellschaft. Ihm wurde der Gesellschaftsname „der Geschmückte“ verliehen.
Auf der anderen Seite war Wilhelm Christoph aber ein eifriger Anhänger der Hexenverfolgung. Während sich die anderen hessischen Fürsten in diesem Bereich deutlich zurückhielten, ließ Wilhelm Christoph in seinem kleinen Ländchen 53 Menschen, darunter fünf Kinder, hinrichten.
Wilhelm Christoph hatte mit Sophia Eleonora zwölf Kinder – darunter acht Söhne, die alle vor dem Vater starben. Die Landgräfin starb bei der Geburt des zwölften Kindes im 29. Lebensjahr, und Wilhelm Christoph heiratete am 2. April 1665 in Lübeck in zweiter Ehe Anna Elisabeth von Sachsen-Lauenburg (* 23. August 1624). Vor der Hochzeit hatte der vierzigjährige Witwer seine Braut nicht gesehen. „Die Prinzessin stellte sich als bucklig heraus, und zur körperlichen Liebe hatte ihr die Natur zwar den Willen, nicht aber die Fähigkeit mitgegeben“.
Nachdem ein Scheidungsversuch misslang, begann Wilhelm Christoph ein Verhältnis mit Anna Elisabeth von Lützow, der 17-jährigen Hofdame seiner Gattin. Als diese schwanger wurde, ließ sie der Landgraf in Schloss Philippseck verborgen halten. Das wurde in Darmstadt nicht gerne gesehen, zumal Anna Elisabeth mit Landgraf Ludwig VI. verwandt war. Dieser ließ sich die Chance, dem ungeliebten Homburger Vetter eins auszuwischen, nicht entgehen und befahl am 6. Juni 1670 Anna von Lützow zu entführen und auf Schloss Biedenkopf festzusetzen. Verkompliziert wurde die Problematik, da sich nun Wilhelm Christophs Bruder Friedrich und dessen künftiger Onkel – der große Kurfürst – einmischten. Im Juni ließ Ludwig VI. Anna von Lützow und ihr Kind an einen geheimgehaltenen Ort bringen. Beide sollten nie wieder auftauchen.
Am 24. August 1672 erfolgte die Scheidung von Anna Elisabeth und ihr wurde Schloss Philippseck als Wohnstätte zugewiesen. Sie bemühte sich um die Armenversorgung und gründete in Bodenrod und Maibach Schulen. Sie starb auf Philippseck am 27. Mai 1688 im Alter von 64 Jahren und liegt in der Kirche von Münster in der Krypta unter dem Chor begraben.
Interesse an seiner Homburger Landgrafschaft hatte Wilhelm Christoph nicht. Das beweist auch der Verkauf von Stadt und Amt Homburg für 200.000 Gulden an seinen Bruder Georg Christian im Jahre 1669. Am 27. August 1681 verstarb er in Hamburg. Er ist in der Gruft des Bad Homburger Schlosses beigesetzt. Hessen-Darmstadt zog Schloss und Amt Bingenheim – sehr zum Verdruss der beiden anderen Homburger Brüder – wieder ein.

## Nachkommen
Aus seiner Ehe mit Sophia Eleonora, Tochter des Landgrafen Georg II. von Hessen-Darmstadt, hatte Wilhelm Christoph folgende Nachkommen (nicht gelistet sind drei totgeborene Kinder):
- Friedrich (*/† 1651)
- Christine Wilhelmine (1653–1722) ⚭ 1671 Herzog Friedrich zu Mecklenburg (1638–1688)
- Leopold Georg (1654–1675)
- Friedrich (*/† 1655)
- Friedrich (*/† 1656)
- Karl Wilhelm (*/† 1658)
- Friedrich (*/† 1659)
- Magdalene Sophie (1660–1720) ⚭ 1679 Graf Wilhelm Moritz von Solms-Greifenstein (1651–1724)
- Friedrich Wilhelm (1662–1663)